# 괴물 (1982년 영화)
《괴물》(영어: The Thing) 또는 《더 씽》은 1982년 개봉한 미국의 SF 공포 영화이다. 1951년 영화 《괴물》에 이어 존 W. 캠벨(돈 A. 스튜어트 명의)의 중편 소설 〈Who Goes There?〉(→거기 누구냐?, 1938)를 두 번째로 영화화하였다. 이 영화는 외계 생명체가 인간을 완벽하게 모방하며 동화될 수 있다는 설정 아래 인간의 불신과 공포를 극한으로 끌어올리는 과정을 보여준다.
대표 홍보 문구는 “Man is the warmest place to hide”(→인간의 몸은 가장 따뜻한 은신처)이다.
2011년 동명의 프리퀄 영화가 개봉하였다.

## 줄거리
남극에서 노르웨이 헬리콥터가 썰매개 한 마리를 쫓아 미국 연구 기지까지 도달한 후 착륙한다. 실수로 헬기를 폭발시킨 헬기 조종사는 미국인들 주변을 돌아다니는 썰매개를 향해 총을 쏘면서 뭐라고 소리를 치지만 미국인들은 이를 이해하지 못하고, 기지 지휘관 개리는 방어 차원에서 조종사를 사살한다.
코퍼 박사와 헬기 조종사 매크리디는 노르웨이 기지를 조사하던 중 불에 탄 기형적인 인간형 시체를 발견해 기지로 가져온다. 생물학자 블레어는 이 시체를 부검하며 평범한 인간 장기를 발견한다. 한편 개집에 가둬진 썰매개는 변형된 후 다른 개들을 흡수하고, 차일즈는 이를 화염 방사기로 불태워 버린다. 개 유사체를 검시한 블레어는 이 유기체가 다른 형태 생명체를 완벽하게 모방할 수 있는 존재라고 추측한다.
노르웨이 기지 데이터를 바탕으로 이들은 외계선이 묻힌 거대한 발굴지에 도달하고, 노리스는 이 외계선이 10만 년 전 산물이라고 추정한다. 컴퓨터 시뮬레이션을 돌린 블레어는 이 생명체가 몇 년 안에 지구상의 모든 생명을 동화시킬 수 있다는 사실에 극도의 불안감을 느낀다. 대원들은 감염을 막기 위해 조치를 취하지만 그 과정에서 서로를 불신하게 된다.
격리된 베닝스가 외계 생명체에게 동화돼 베닝스 유사체가 되자 매크리디는 이를 불태운다. 블레어가 탈출을 막기 위해 이동 수단과 무전을 파괴하면서 더욱 혼란스러운 상황이 이어진다. 블레어는 공구 창고에 감금된다. 코퍼는 대원들 혈액을 혈액 저장고의 오염되지 않은 피와 대조해 감염 여부를 확인하자고 제안하지만 혈액 저장고가 파괴된 것이 발견되자 개리의 리더십에 대한 불신이 커진다. 동화를 피하기 위해 퓩스가 분신자살하고, 새로 지휘권을 잡은 매크리디마저도 동화가 된 상태로 의심을 받아 외부에 버려질 뻔한다.
노리스는 심근 경색 증상을 보이는 코퍼를 제세동기로 응급 조치하려다가 거대한 입으로 변한 코퍼의 가슴에 팔을 물려 사망한다. 매크리디는 노리스 유사체를 불태우던 중 분리된 노리스의 머리가 도망을 시도하는 걸 보고 외계 생명체의 모든 신체 부분이 고유의 생존 본능을 지닌 개별 생물 형태라는 가정에 이른다. 매크리디는 대원들의 피를 뽑아 열을 가한 전선 구리선에 반응시켜 동화 여부를 확인하는 검사를 진행하자고 제안한다. 이에 클라크가 메스를 쥐고 매크리디에게 돌진하고, 매크리디가 그를 쏴죽인다. 검사에 돌입하자 파머의 피가 열을 피해 움츠러드는 결과가 나온다. 정체가 발각이 난 파머 유사체는 윈도스를 감염시키고, 매크리디는 둘 모두를 불태워 죽인다.
외계 생명체에 감염된 블레어가 도망치자 차일즈가 기지 보초를 서고, 나머지 대원들은 추적에 들어가 블레어가 차량 부품으로 조립하던 소형 비행접시를 파괴시킨다. 기지로 돌아온 대원들은 차일즈가 사라졌으며 발전기가 파괴돼 난방이 불가능해졌다는 걸 알게 된다. 매크리디는 이곳에서 빠져나갈 수단이 없어진 외계 생명체가 구조대가 올 때까지 동면 상태에 들어갈 거라고 가정하고, 외계 생명체가 이곳을 탈출하는 사태를 방지하기 위해 남은 동료들인 개리, 놀스와 함께 기지를 폭파하기로 결정한다. 그러나 블레어가 나타나 개리를 죽이고 놀스는 사라진다.
매크리디는 간신히 기지를 폭파하는 데 성공하고 추위에 지쳐 기지 잔해 옆에 주저앉는다. 이때 차일즈가 돌아와서는 블레어를 쫓다가 폭풍 속에서 길을 잃었다고 설명한다. 서로를 완전히 신뢰하지 못하는 매크리디와 차일즈가 서서히 얼어죽어 가는 가운데 술을 나눠 마시며 영화는 끝을 맺는다.

## 출연진
- 커트 러셀 - R. J. 매크리디 역
- 윌퍼드 브림리 - 블레어 역
- T.K. 카터 - 놀스 역
- 데이비드 클레넌 - 파머 역
- 키스 데이비드 - 차일즈 역
- 리처드 다이사트 - 코퍼 박사 역
- 찰스 핼러핸 - 노리스 역
- 피터 멀로니 - 조지 베닝스 역
- 리처드 매서 - 클라크 역
- 도널드 모펏 - 개리 역
- 조엘 폴리스 - 퓩스 역
- 토머스 G. 웨이츠 - 윈도스 역
- 노르베르트 바이서 - 노르웨이인 역
- 에이드리엔 바보 - 체스 컴퓨터 목소리 역
- 딕 월록

## 기타 제작진
- 공동 제작: 스튜어트 코언
- 협력 제작: 래리 프랭코
- 미술: 존 J. 로이드
- 특수 분장: 롭 보틴
- 특수 시각 효과: 앨버트 휘틀록
- 3차원 애니메이션: 랜들 윌리엄 쿡

## 시청 등급
- 대한민국: 청소년 관람불가